# Pseudohadena idumaea
Pseudohadena idumaea là một loài bướm đêm trong họ Noctuidae.